# エマニュエル・イティエ
エマニュエル・イティエ（Emmanuel Itier、1967年4月17日 - ）は、フランスの映画監督、映画プロデューサー。ワンダーランド・エンターテイメント最高経営責任者。妻は女優のロクサンナ・ビナ

## 人物
ジロンド県タランスで生まれ、1980年代にアメリカ合衆国に移住。トロマ・エンターテインメント制作の映画を見て育ち、ロイド・カウフマンを師と仰ぐ。

## 作品

### 映画
- デンティスト The Dentist(1996) - コンサルティング・プロデューサー
- ナインハーフ2 Love in Paris(1997) - コンサルティング・プロデューサー
- スピーシーズ・リターン/種の終焉 The Progeny (1997) - コンサルティング・プロデューサー
- 悪夢の破片 Shattered Image(1998) - アソシエイト・プロデューサー
- Wildflower(2000) - プロデューサー
- 模倣犯 LAPD犯罪捜査線　Reasonable Doubt(2001) - 共同プロデューサー
- Dennis(2001) - プロデューサー
- エクスタシー・ボイス 誘惑の囁き The Midnight Hour(2001) - 監督
- 案山子男 Scarecrow(2002) - 監督・脚本
- 案山子男2/復讐の雄叫び Scarecrow Slayer(2003) - プロデューサー
- Attila(2013) - 監督・脚本

### ドキュメンタリー
- The Invocation(2010) - プロデューサー・監督・脚本
- Femme(2013) - プロデューサー・監督・脚本

### 出演
- 案山子男 Scarecrow(2002) - デュフォーク役
- Attila(2013) - ヨーン役